# Knickebein (cocktail)
 (juillet 2021).

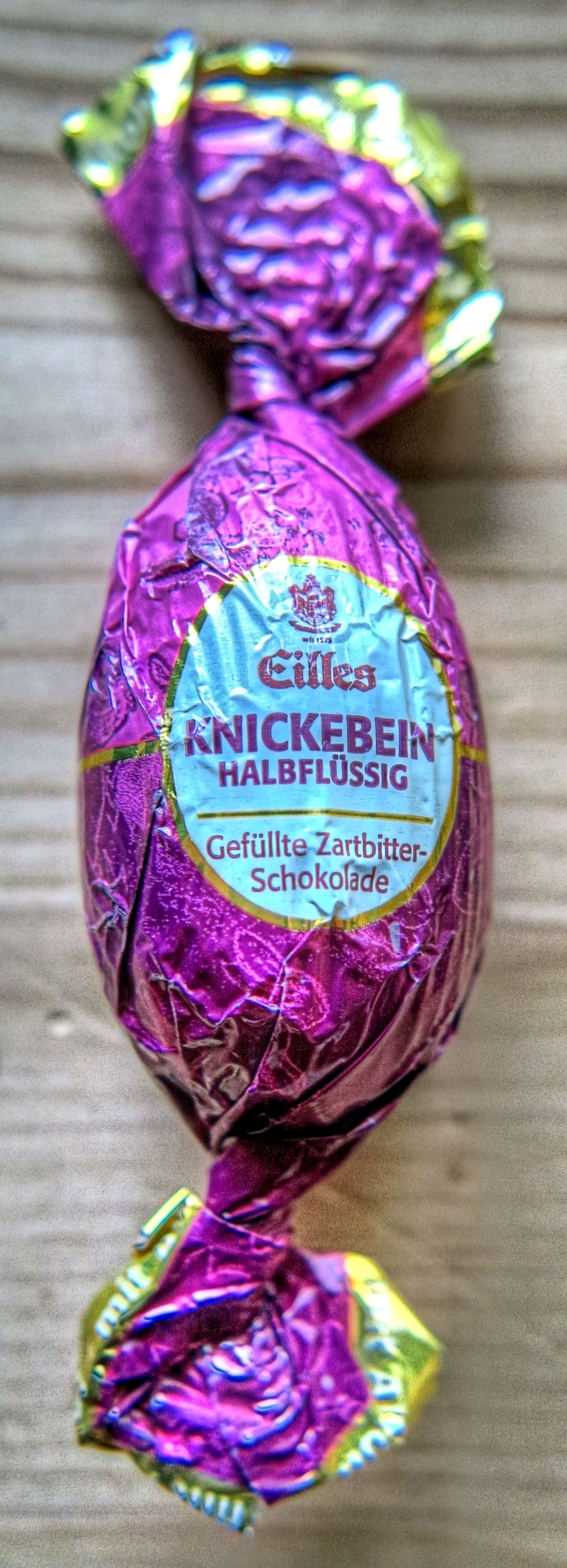
Œuf de Pâques en chocolat avec une garniture en Knickebein.

Le Knickebein est un cocktail à base de liqueur et de jaune d'œuf, ou de brandy et de lait de poule. Le Knickebein est également le nom donné à un certain type de fourrage semi-liquide pour les chocolats. Le fourrage au Knickebein est composé à moitié de lait de poule et à moitié de crème fondante aromatisée aux fruits.

## Étymologie
Plusieurs variantes sont connues pour expliquer le terme Knickebein. L'une d'elles ferait référence à un étudiant d'Iéna qui s'appelait Knickebein. Une autre variante dérive de l'effet supposé : après avoir bu la boisson, les jambes se dérobent. Dans une chanson d'étudiants, l'aubergiste et combattant pour la liberté Andreas Hofer est associé à la boisson.